# 가림 효과
가림 효과(shielding effect)는 다전자 원자에서 전자와 전자간 반발력이 원자핵과 전자 사이의 인력을 부분적으로 상쇄시키는 효과를 말한다. 가림 효과가 생기면 전자에 전자가 느끼는 원자핵과의 인력이 감소하는데, 이때 전자에게 작용하는 원자핵의 알짜 전하량을 유효핵전하(effective nuclear charge)라 한다.

## 배경
오비탈이란 파동함수 또는 원자궤도함수라고 표현하며, 그 자체로 의미를 가지지 않지만 파동함수의 제곱값은 확률이라는 특징을 가진다.
{\displaystyle {n}}(주양자수)은 에너지와 오비탈의 크기와 관련이 있다. 축퇴화란 {\displaystyle {n>1}}일 때 전체 {\displaystyle {n^{2}}}의 양자 상태들이 하나의 에너지 준위 {\displaystyle {E_{n}}}으로 존재하는 상태를 말한다. {\displaystyle {l}}(방위 양자수)은 오비탈의 모양과 관련이 있다. {\displaystyle {m}}(자기 양자수)은 오비탈의 배향과 관련이 있다. 즉, 오비탈의 양자상태는 {\displaystyle {n}}, {\displaystyle {l}}, {\displaystyle {m}}에 의해서 결정된다.
또한, 수소 원자의 모델을 다전자 원자에 적용하기 위해서는 몇 가지 고려해야 할 것이 있다. 우선, 가장 간단한 다전자 원자인 헬륨의 경우에는 핵전하가 +2e이고 전자가 두 개가 되므로 전자의 슈뢰딩거 방정식은 총 여섯 개의 변수(한 전자당 세 개)를 가지므로 이 방정식을 근사 없이 푸는 것은 어렵다. 하트리는 유효장을 도입하여 다음과 같은 근사법을 제안했다.
1. 모든 전자는 핵의 전하에서 다른 전자들의 효과들을 합친 유효장 내에서 움직인다.
2. 특정 전자의 유효장은 핵과 다른 전자들과의 쿨롱 퍼텐셜 에너지의 합이다.
3. 이 유효장은 구형 대칭성을 가지며 각도 의존성이 없다.
하트리 근사와 가림 효과에 따르면, 각 전자는 유효 핵전하가 만든 유효장 내에서 움직이게 된다.
하트리 오비탈에 의해서 원자핵과 전자간의 평균거리는 아래의 식으로 나타낼 수 있다.
 ({\displaystyle {a_{0}}}(보어 반지름)=5.29×10−11m)

## 원인
1개의 전자만을 가지고 있는 수소 원자에서 전자에 작용하는 알짜힘은 원자핵으로부터의 전기적 인력과 같은 크기이다. 그러나, 더 많은 전자를 가진 원자에서 {\displaystyle {n}}번째 전자껍질의 각각의 전자는 원자핵으로부터의 전자기적인 인력만이 아니라, 첫 번째 껍질부터 {\displaystyle {n}}번째 껍질 까지의 다른 전자로부터의 반발력도 받고 있다. 따라서 바깥쪽 껍질의 전자에 작용하는 알짜힘은 극적으로 작아지고, 안쪽 껍질의 전자에 비해 원자핵에 그다지 속박되지 않는다. 이 감소를 ‘가림 효과(Shielding Effect)’라고 한다.
가림 효과의 정도는 양자역학에 의한 효과 때문에 정확한 계산이 어렵다. 근사치로써 아래의 방법으로 각 전자의 유효핵전하를 가늠할 수 있다.
{\displaystyle Z_{\mathrm {eff} }=Z-\sigma \,}
여기에서 Z는 원자핵의 양성자의 수, σ는 고려하고 있는 전자와 원자핵의 사이에 존재하고 있는 전자의 평균 개수이다. σ는 양자화학과 슈뢰딩거 방정식을 사용하거나 슬레이터 규칙을 사용하는 것으로 구할 수 있다.

## 가림 효과의 특징
{\displaystyle E_{n}=-{\frac {(Z_{eff})^{2}}{n^{2}}}E_{0}} (Zeff는 유효핵전하, E0 =13.6 eV)
방사상 밀도함수 그래프
가림 효과는 내부에 있는 전자가 외부에 있는 전자에 더 효과적으로 작용한다. 주양자수가 1인({\displaystyle {n}}=1) 전자가 {\displaystyle {n}}=2인 전자, {\displaystyle {n}}=3인 전자를 잘 가릴 수 있지만, {\displaystyle {n}}=2인 전자는 {\displaystyle {n}}=1인 전자를 잘 가릴 수 없다. 이 성질은 {\displaystyle {n}}(주양자수)이 같지만 {\displaystyle {l}}(방위양자수)이 다른 전자에도 적용된다. 2s 오비탈은 {\displaystyle {l}}=0이기 때문에 위의 평균거리식을 이용하면 {\displaystyle {l}}=1인 2p 오비탈과 비교해서 원자핵 주변에 전자가 존재할 확률이 높음을 알 수 있다. 그렇기 때문에 1s 오비탈의 전자는 2s 오비탈의 전자보다는 2p 오비탈의 전자를 더 효과적으로 가릴 수 있다. 따라서 위와 같은 방사상 밀도함수 그래프를 도시할 수 있다. 그러므로 같은 에너지 준위에서 s,p,d,f 오비탈 사이에는 다음과 같은 {\displaystyle Z_{eff}(s)>Z_{eff}(p)>Z_{eff}(d)>Z_{eff}(f)} 식이 성립하므로 에너지는 {\displaystyle E_{s}<E_{p}<E_{d}<E_{f}} 가 된다. 그렇기에 다전자 원자의 경우, {\displaystyle {n}}의 값이 일정하더라도 {\displaystyle {l}}에 의해 에너지가 바뀌게 되므로 에너지 축퇴가 소멸한다.

## 같이 보기
- 원자 번호
- 유효 핵전하
- 비활성 기체 화합물
- 입체 효과
- 란타넘족 수축

## 참고 문헌
- L. Brown, Theodore; H. Eugene LeMay, Jr., Bruce E. Bursten, Julia R. Burdge (2003). 《Chemistry: The Central Science》 8판. US: Pearson Education. ISBN 0-13-061142-5. 2011년 7월 24일에 원본 문서에서 보존된 문서. 2012년 3월 23일에 확인함.
- Dan Thomas, Shielding in Atoms,  보관됨 2018-02-20 - 웨이백 머신
- Peter Atkins & Loretta Jones, Chemical principles: the quest for insight